# Descartes-Huygensprijs
De Descartes-Huygensprijs is in 1995 door de Franse en Nederlandse regeringen ingesteld en bestaat uit een toelage van 23.000 euro die bedoeld is om de kosten van een of meerdere onderzoeksverblijven van een Franse onderzoeker in Nederland te dekken. 
De prijs wordt beurtelings toegekend aan wetenschappers uit de geestes- en sociale wetenschappen, de natuurwetenschappen en de levenswetenschappen. De Koninklijke Nederlandse Akademie van Wetenschappen selecteert de Franse kandidaat en de Académie des sciences de Nederlandse kandidaat voor deze prijs. 

## Lijst van Nederlandse winnaars
- 2021 - Maike Hansen
- 2020 - Rampal Etienne
- 2019 - Lex Kaper
- 2016 - Louis Sicking
- 2015 - Willem Vos
- 2014 - Caroline van Eck
- 2013 - Harry Heijnen
- 2011 - Ieke Moerdijk
- 2010 - Willem Frijhoff
- 2009 - A. Wilde
- 2008 - S.J.G. Vandoren
- 2007 - W. den Boer
- 2006 - A.J.R. Heck
- 2005 - A.J. Faber
- 2004 - J.A.H. Bots
- 2002 - H.A.J. Struijker Boudier
- 2001 - P.T. de Zeeuw
- 2000 - T.H.M. Verbeek
- 1999 - J.H.J. Hoeijmakers
- 1998 - W. van Saarloos
- 1997 - O. Weijers
- 1996 - H. Pannekoek
- 1995 - J.T.M. Walraven

## Lijst van Franse winnaars
- 2021 - Charles-Édouard Levillain
- 2020 - Halima Mouhib
- 2019 - Julien Barc
- 2016 - Olivier l’Haridon
- 2015 - Ludwik Leibler
- 2014 - Bénédicte Fauvarque-Cosson
- 2013 - Graça Raposo
- 2011 - François Hammer
- 2010 - François Héran
- 2009 - M. Humbert
- 2008 - P. Braunstein
- 2007 - C. Secretan
- 2006 - H. Vaudry
- 2004 - M.P. Pileni
- 2003 - H. Demirdache
- 2002 - I. Olivieri
- 2001 - B. Meunier
- 2000 - V. Guiraudon
- 1999 - Ph.F. Devaux
- 1998 - Ph. Sautet
- 1997 - R. Muchembled
- 1996 - D. Escande
- 1995 - M. Devoret